# Leucostoma
Leucostoma – rodzaj muchówek z rodziny rączycowatych (Tachinidae).

## Wybrane gatunki
- L. abbreviatum Herting, 1971[2]
- L. acirostre Reinhard, 1956[2]
- L. anthracinum (Meigen, 1824)[2]
- L. aterrimum (Villers, 1789)[1]
- L. crassum Kugler, 1966[2]
- L. dapsile (Reinhard, 1956)[1]
- L. edentatum Kugler, 1978[2]
- L. effrenatum Reinhard, 1956[1]
- L. engeddense Kugler, 1966[2]
- L. gravipes Wulp, 1890[1]
- L. meridianum (Róndani, 1868)[2]
- L. nudifacies Tschorsnig, 1991[2]
- L. obsidianum (Wiedemann, 1830)[2]
- L. perrarum Reinhard, 1956[1]
- L. politifrons Reinhard, 1974[1]
- L. semibarbatum Tschorsnig, 1991[2]
- L. simplex (Fallén, 1815)[1][3]
- L. tetraptera (Meigen, 1824)[2]
- L. turonicum Dupuis, 1964[2]
- L. vapulare Reinhard, 1956[1]